# Irredentismo italiano en Dalmacia

La población de Fiume, en el extremo norte de Dalmacia, festejando Gabriele D'Annunzio y sus 'Legionarios' irredentistas en septiembre de 1919. Fiume (en serbocroata Rijeka) tenía en ese año una población de 22.488 italianos sobre un total de 35.839 habitantes.

Irredentismo italiano en Dalmacia fue un movimiento político-cultural que promovió la unión de Dalmacia a Italia durante los dos últimos siglos.

## Características político-culturales
Con el desarrollo del Risorgimento, en todas las áreas italianas que quedaron excluidas de la unificación italiana y con población mayoritaria de italianos, se difuso el movimiento italiano llamado "Irredentismo".
En el caso de Dalmacia, una región adriática entre Istria y Albania, después de Napoleón hubo el surgimiento del nacionalismo eslavo en contra de los Dálmatas italianos irredentistas. Pero hasta 1848 todavía había una cierta convergencia entre los dos grupos étnicos de esas tierras del mar Adriático, para crear una Dalmacia independiente dentro del Imperio de los Habsburgo austriacos.
Los italianos de Dalmacia se sintieron siempre conectados al "Risorgimento italiano", y se propagaron entre ellos las ideas, intenciones e ideales que florecían en la Península. En Zara, en 1822, el Gobierno Imperial puso bajo 'Inquisición de Estado' a veinticinco "Carbonarios", otros veinticinco fueron "perseguidos" y sesenta declarados "sospechosos".
En 1848, muchos jóvenes italianos de Istria y Dalmacia formaron una 'Legión', pasaron el Adriático y junto a Tommaseo Nicolás lucharon por la República de Venecia: cinco cayeron en la lucha.
Pero en 1848 también seis dálmatas lucharon por la 'República Romana'. Entre otros Frederick Seismit-Doda, a continuación diputado al Parlamento italiano, que llegó a ser el ministro de Hacienda en el Gobierno de Benedetto Cairoli (1878) y en el de Crispi (1889-1890).
En la batalla de Curtatone, como primer teniente del Batallón 'Bande Nere', luchó contra los austriacos el dálmato Marino Giurovich: fue fusilado por los soldados de Viena en Livorno como promotor de los ideales de Mazzini.
Veintiuno fueron los dálmatas en la guerra de independencia italiana de 1859-1860 enrolados en el ejército italiano, o en las camisas rojas de Garibaldi. Entre otros, Marco Cossovich, exteniente de la 'Guardia Nobile' a protección de Venecia, que luchó en Calatafimi y Palermo: uno de los pocos que Garibaldi recordó por su nombre en su libro 'I Mille'.
En la tercera guerra de la Independencia, Jorge Carava de Tenin (cerca de Zara), mandó el 5° Regimiento de Granaderos. Promovido, se convirtió en ayudante general del Rey de Italia Umberto I. Con él, veinticuatro otros dálmatas lucharon en esa campaña. En Lissa, Giovanni Ivancich de Spalato (Split), alférez del rey de Italia, en luchó en la Segunda Guerra italiana de Independencia, donde murió heroicamente.
Con la batalla de Lissa, en 1866 comenzó un período de abierta hostilidad contra los dálmatas italianos por parte los austriacos, que favorecían el elemento croata porque a su favor.
El histórico Matteo Bartoli en su libro "El habla de la italiana Venecia Giulia y Dalmacia", escribió que:

Después de la batalla naval de Lissa, en 1866, en Dalmacia, como en el Trentino y Venecia Giulia todo lo que era italiano fue a la oposición de los austriacos. No pudiendo 'germanizar' esas tierras porque estaban demasiado lejos de Austria, fueron favorecidos por los austriacos los croatos y eslovenos en detrimento de la cultura y lengua italiana. Las ciudades de Dalmacia poco a poco pasaron de la administración italiana a la croata en Dalmacia. En 1861 los 84 municipios de Dalmacia eran administrados por los italianos de Dalmacia, pero ya en 1875 se constató que 39 de ellos tenían la administración croata, y del restante solamente 19 eran italianos. Los Municipios con autoridades italianas fueron: Blatta, Brazza, Cittavecchia di Lesina, Clissa, Comisa, Lissa, Meleda, Mezzo, Milnà, Pago, Ragusa, Sabbioncello, Selve, Slarino, Spalato, Solta, Traù, Verbosa e Zara. En 1873 la administración de Sebenico (Sibenik) era italiana pero pasó a ser croata en 1882, así como las de Spalato y Trau en 1886, Arbe en 1904. En 1910 Zara quedó la única italiana. Además, de 1866 a 1914 - con la excepción de Zara - todas las escuelas italianas fueron cerradas y abiertas como croatas. El colapso de la componente italiana en Dalmacia se debe principalmente a este hecho, ya que los italianos no tenían la libertad de expresión cultural. La transformación de las escuelas italianas en Dalmacia fue acompañada de numerosas protestas, incluso en lugares distanciados como Knin, donde muchas familias estaban llamando para la preservación de la lengua italiana. En Lissa una petición fue presentada al mismo Emperador. Así que como defensa fue fundada por los Dalmatos italianos en los años noventa la 'Liga Nacional', que desarrolló en su sección de la costa dálmata escuelas privadas italianas. Estaban en: Cattaro, Ragusa, Curzola, Cittavecchia di Lesina, Spalato, Imoschi, Traù, Sebenico, Scardona, Tenin, Ceraria, Borgo Erizzo, Zara ed Arbe (e inclusive en las islas de Veglia, Cherso, Unie y Lussino). Todo esto se llevó a cabo en un clima de acoso permanente por los eslavos, que poco a poco lograron hacerse del poder. Antonio Baiamonti fue alcalde de Spalato, antes de que cayera en manos de los Croatos. Pasó toda su vida y su propia actividad para su ciudad, y sus gastos económicos nunca fueron reembolsados por los austriacos a pesar de las repetidas promesas. Murió a los 69 años con la deuda hasta el cuello. A menudo decía: "Los Italianos de Dalmacia tienen sólo un derecho: sufrir"

En 1885 algunos jóvenes dálmatas crearon una especie de pacto secreto que se comprometió a luchar en un frente unido contra el gobierno de Viena. Se optó por utilizar todos los medios legales a disposición. Ellos fueron: Marino Bonda, Giovanni Avoscani (por Ragusa), Stefano Smerchinich (desde Curzola) y Ercolano Salvi,  Leonardo Pezzoli (de Premuda), Juan Lubin [199] (de Trau), Emanuele Fenzi y Luis Pini (de Sebenico) Natales Krekic, Luigi Ziliotto y Roberto Ghiglianovich (de Zara), todos representantes de los italianos con el más sincero patriotismo. Los mismos (exactamente Ghiglianovich, Krekich, Lubin, Pini, Salvi, Ziliotto, Smerchinich) en 1919, en plena crisis por la ciudad de Fiume (Rijeka), escribieron los artículos "Solicitud de los Dálmatas" y "Grito de Sebenico", publicados el 2 de octubre por el diario nacional "El deber nacional "(según ellos uno de los pocos periódicos italianos que se declaró a favor de la causa de Dalmacia).

En el final del siglo XIX nacieron las Asociaciones culturales italianas, como el irredentista "Círculo filológico" en Ragusa y en Zara el "Comité de la Unión Nacional", el "Diadora" y la "Iuventus Iadertina". 
Académicos italianos como el profesor F. Ajello calcularon que casi el 25% de los habitantes en las costas del mar Adriatico oriental controladas por los austriacos -desde Trieste hasta Spalato- eran de habla italiana en 1910 (especialmente en Istria).
También en estos años fue activa la "Asociación Nacional" en Spalato, basada en el teatro Baiamonti, al que le fue prendido fuego (oficialmente por desconocidos) en 1893. En Spalato, la ciudad del emperador Diocleciano, en el año 1910 fueron contados oficialmente 1.046 italianos, cuando en el mismo año más de 3.000 estaban inscritos en la asociación pública cultural y patriótica "Dante Alighieri".
Alrededor de 3.500 italianos de Dalmacia durante la Primera Guerra Mundial se refugiaron como exiliados en Italia, dirigidos por Antonio Cippico, Alessandro y Roberto Dudan Ghiglianovich: más de 250 voluntarios alistados en el ejército italiano corrieron el riesgo de la horca (como cuando los Austriacos mataron a Francisco Rismondo (ejecutado en Gorizia en 1915 y miembro activo del grupo irredentista "Pro Patria" en Spalato). 
A Francisco Rismondo el Reino de Italia le concedió la medalla de oro a la memoria por el valor militar.

Muchos de estos irredentista asimilaron las ideas de los nacionalistas de la Derecha italiana. La Derecha y el Fascismo a continuación, fueron vistos por muchos de estos Dalmatos en la frontera de Italia como bastiones seguros en defensa de su lucha por la lengua italiana y la italianidad de sus tierras. En este sentido el académico Monteleone los define como "partidarios de una lucha extremista de línea dura en la política del Adriático (...) empapado de rechazo antieslavo". Los voluntarios que acudieron al ejército italiano fueron de: Zara (en número de 99), Spalato (60), Ragusa (15), Sebenico (11), Cattaro (4), Curzola (4), Trau (3), Castelnuovo di Cattaro ( 3) Premuda (2), Perasto (2), Pago (2), Macarsa (2), Lesina (1), Lesina vecchia (1), Scardona (1), Novaglia Nuevo (1), Slarino (1) , Milna (1), Lissa (1), además de unos pocos no registrados oficialmente y algunos con un nombre falso. Scaglioni: Historia de Dalmacia

Aparece muy alta en proporción al número total la cantidad de voluntarios de puertos remotos del Montenegro, como Cattaro(Kotor), Castelnuovo di Cattaro y Perasto. De hecho, estos voluntarios de Spalato, Cattaro, Ragusa, Perasto, Castelnuovo di Cattaro, Trau y Macarsca (no menos de 90 en total, casi la mitad de todos los voluntarios de Dalmacia) luchó en Italia a pesar del "Tratado de Londres", que categóricamente excluía a priori la posible "Redención" y unión a Italia de sus ciudades.
En 1919 Gabriele D'Annunzio hizo la famosa 'Empresa de Fiume'.
De hecho, el "Poeta imaginífico" dio un golpe dramático (con paramilitares y la conducción de un grupo de "legionarios" desde la italiana Monfalcone) efectuando la ocupación de la ciudad de Fiume, que las potencias aliadas habían asignado -como ganadores de la guerra- a Italia. Con este gesto D'Annunzio llegó a la cúspide del proceso de construcción de su propio mito personal y político. D'Annunzio ocupó Fiume con una columna de voluntarios en su mayoría dalmatos irredentistas.
El 12 de noviembre de 1920 se hizo el Tratado de Rapallo: Fiume se convirtió en una ciudad libre (Estado libre de Fiume), mientras que Zara fue dada a Italia. Pero D'Annunzio no aceptó el acuerdo y el Gobierno italiano, el 26 de diciembre de 1920, desalojó de Fiume a los legionarios por la fuerza. Sucesivamente Fiume, la más septentrional de las ciudades de Dalmacia, fue incorporada en 1924 al Reino de Italia gracias al numeroso aporte de los irredentistas italianos de la ciudad.
Los anhelos de los irredentistas de Dalmacia se cumplieron cuando Yugoslavia, en abril de 1941, fue conquistada y ocupada por Italia y Alemania. Casi toda la costa de Dalmacia, con las principales ciudades (Spalato y Sebenico) fueron anexadas a Italia con el nombre de "Governatorato di Dalmazia" (Gobiernatorado de Dalmacia). Una pequeña parte de Dalmacia alrededor de Ragusa/Dubrovnik pasó a la Croacia fascista de Ante Pavelić (aunque fue controlada militarmente por el ejército italiano).
Pero esa "Redención" (como la llamaron los Dalmatos italianos) duró muy pocos años: con la derrota de Italia en la Segunda Guerra Mundial fueron expulsados en masa durante el éxodo istriano-dalmato. En efecto entre 1945 y 1953 Tito expulsó a casi todos los 50.000 Dálmatos italianos de las áreas que fueron el Gobernatorado italiano de Dalmacia.

## Historia
Loa actuales italianos de Dalmacia descienden de los antiguos Dálmatos medievales, originados de los Ilirios romanizados de la Dalmacia Romana, y de los venecianos de las posesiones balcánicas de la República de Venecia.
A través de los siglos sufrieron la presión de los pueblos eslavos desde el siglo VII, influencia que los ha llevado lentamente hacia la casi total desaparición que se ha verificado después de la Segunda Guerra Mundial.

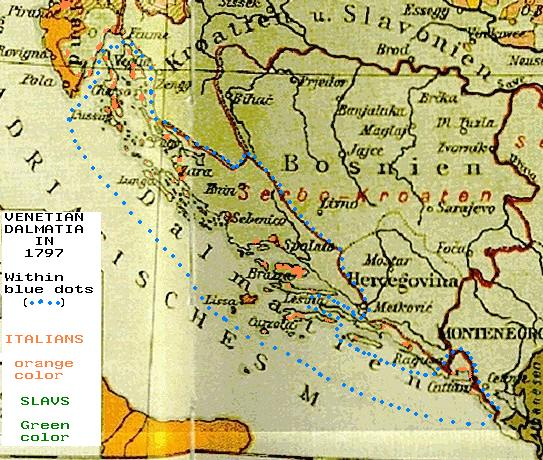
Mapa de la Dalmacia veneciana en 1797, con sus dos principales etnias: la italiana (anaranjado) y la serbocroata (verde).

La comunidad de los dálmatas italiana tenía una consistencia de casi el 30% del total de la población en Dalmacia hasta los tiempos napoleónicos, gracias a la presencia de la República de Venecia. Pero después de la caída de Venecia en 1797 empezó, por varias razones, una disminución abrupta del número de dálmatas italianos, que se puede ver claramente en los censos austríacos de 1865 y 1890:
Dálmatas italianos en Dalmacia
- en 1797 eran casi el 30% (del total de la población de Dalmacia)
- en 1865 eran el 12.5%
- en 1890 eran apenas el 3.1%

La causa principal de esta acentuada reducción hay que buscarla en el desarrollo del nacionalismo eslavo de los croatas, serbios y eslovenos. Otra causa ha sido la presión de las autoridades austríacas en contra de los Italianos, a razón de las guerras de independencia italianas para liberarse del Imperio Habsbúrgico. Como consecuencia de esto hubo una marcada emigración de dálmatas italianos hacia Italia y América, durante todo el siglo XIX, además de la eslavización forzada o voluntaria del siglo XX, sin perjuicio de que el dalmatino es una mezcla de población latina y eslava. Por ejemplo tenemos al famoso Ruggiero Boscovich, hijo de eslavo y de madre de origen italiano (como es la familia Bettera). No podemos encasillar a la población costera dalmatina, como de origen de una sola etnia, sino de las muchas colonizaciones, conquistas, soberanías de distintos estados como vénetos, austríacos, eslavos, etc, aunque históricamente la componente neolatina es predominante en la Dalmacia costera.
El proceso de desaparición de los Dálmatos italianos (al que se le opuso el irredentismo italiano en Dalmacia, muy similar al irredentismo italiano en Istria) tuvo varias etapas:
- Entre 1848 y 1918 el Imperio Austrohúngaro, que dominaba toda la Dalmacia, favoreció el desarrollo de las comunidades eslavas para bloquear el irredentismo de los dálmatas italianos.

- Después de la Primera Guerra Mundial, a consecuencia de la creación de Yugoslavia que englobó toda la Dalmacia austríaca menos Zara y algunas islas, se registró una emigración de 25.000 dálmatas italianos. Los pocos dálmatas italianos que quedaron estaban concentrados en Zara, que entonces pertenecía al Reino de Italia.

- Por algunos años (entre 1941 y 1943) el Reino de Italia incluyó también el llamado Governatorato di Dalmazia, que estuvo constituido por las tres provincias italianas de Zara, Spalato y Cattaro.

- Después de la Segunda Guerra Mundial, toda la Dalmacia, incluyendo Zara fue anexada por Yugoslavia. Esto generó el éxodo de la casi totalidad de los dálmatas italianos hacia Italia, alimentado por las persecuciones (Masacre de las foibe) del presidente de la República Federal Socialista de Yugoslavia,  Josip Broz Tito.[6]